# Муотаталь
Муотаталь (нім. Muotathal) — громада  в Швейцарії в кантоні Швіц, округ Швіц.

## Географія
Громада розташована на відстані близько 100 км на схід від Берна, 10 км на південний схід від Швіца.
Муотаталь має площу 172,1 км², з яких на 1% дозволяється будівництво (житлове та будівництво доріг), 33,2% використовуються в сільськогосподарських цілях, 23,4% зайнято лісами, 42,3% не є продуктивними (річки, льодовики або гори).

## Демографія
2019 року в громаді мешкало 3486 осіб (-2,1% порівняно з 2010 роком), іноземців було 5,8%. Густота населення становила 20 осіб/км².
За віковим діапазоном населення розподілялося таким чином: 22,7% — особи молодші 20 років, 59,2% — особи у віці 20—64 років, 18,1% — особи у віці 65 років та старші. Було 1397 помешкань (у середньому 2,4 особи в помешканні).
Із загальної кількості 1528 працюючих 289 було зайнятих в первинному секторі, 638 — в обробній промисловості, 601 — в галузі послуг.